# Dendrophthora karuaiana
Dendrophthora karuaiana är en sandelträdsväxtart som först beskrevs av Steyermark, och fick sitt nu gällande namn av J. Kuijt. Dendrophthora karuaiana ingår i släktet Dendrophthora och familjen sandelträdsväxter. Inga underarter finns listade i Catalogue of Life.